# Kasper Pedersen
Kasper Pedersen (* 2. März 1984) ist ein dänischer Eishockeyspieler, der zuletzt bis 2012 bei Copenhagen Hockey in der dänischen AL-Bank Ligaen unter Vertrag stand.  

## Karriere
Kasper Pedersen begann seine Karriere als Eishockeyspieler bei den Rødovre Mighty Bulls, für deren Profimannschaft er in der Saison 2000/01 sein Debüt in der AL-Bank Ligaen, der höchsten dänischen Spielklasse, gab. In seinem Rookiejahr wurde der Verteidiger auf Anhieb Vizemeister mit seiner Mannschaft, für die er insgesamt sieben Jahre lang spielte. Einzig in der Saison 2001/02 bestritt der Linksschütze zwei Spiele für die U20-Junioren des schwedischen Erstligisten Malmö Redhawks. Im Sommer 2007 wechselte der Linksschütze zu den Frederikshavn White Hawks, für die er in den folgenden beiden Jahren auf dem Eis stand und mit denen er in der Saison 2007/08 erneut dänischer Vizemeister wurde. 
Von 2009 bis 2011 spielte Pedersen erneut für die Rødovre Mighty Bulls in der AL-Bank Ligaen. Anschließend schloss er sich deren Ligarivalen Copenhagen Hockey an, entschied sich jedoch bereits im Februar 2012 dazu eine Auszeit vom Eishockey zu nehmen.  

### International
Für Dänemark nahm Pedersen im Juniorenbereich an den U18-Junioren-B-Weltmeisterschaften 2001 und 2002 sowie der U20-Junioren-C-Weltmeisterschaft 2002 sowie der U20-Junioren-B-Weltmeisterschaft 2003 teil. Im Seniorenbereich stand er bislang ausschließlich bei der A-Weltmeisterschaft 2009 im Aufgebot Dänemarks.

## Erfolge und Auszeichnungen
- 2001 Dänischer Vizemeister mit den Rødovre Mighty Bulls
- 2002 Aufstieg in die Division I bei der U20-Junioren-Weltmeisterschaft der Division II
- 2008 Dänischer Vizemeister mit den Frederikshavn White Hawks

## AL-Bank Ligaen-Statistik
(Stand: Ende der Saison 2011/12)